# La Florida, Ocosingo
La Florida är en ort i Mexiko.   Den ligger i kommunen Ocosingo och delstaten Chiapas, i den sydöstra delen av landet, 800 km öster om huvudstaden Mexico City. La Florida ligger 1 234 meter över havet och antalet invånare är 469.
Terrängen runt La Florida är huvudsakligen kuperad, men den allra närmaste omgivningen är platt. La Florida ligger nere i en dal. Runt La Florida är det ganska tätbefolkat, med 75 invånare per kvadratkilometer. Närmaste större samhälle är Ocosingo, 14,7 km nordost om La Florida. I omgivningarna runt La Florida växer i huvudsak städsegrön lövskog.